# تنورة

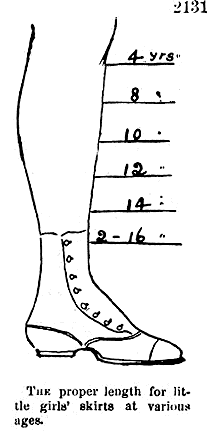
طول التنورة بالنسبة لعمر الفتاة في عهد الملكة فيكتوريا (1868).

التنّورَة (من الفارسية: تُنوره عبر التركية) أو الجَبِيْبَة (الجمع: جبائب) أو النُّقْبَة أو النِّصفية أو الخرّاطة[بحاجة لمصدر] هي لباس ترتديه المرأة والفتاة يغطي أسفل الجسد إلى القدم.
اختلف طول التنورة بين القُصر والطول خلال القرن الماضي بشكل كبير، فتارةً كان طويلاً جداً عرف 《بالماكسي》 وتارةً كان قصيراً جداً وعرف بالتنورة القصيرة، وهناك ما بينهما.
كما هناك التنانير الضيقة أو الواسعة والواسعة جداً الفضفاضة الكلوش والدبل كلوش، وأيضاً الطويلة والواسعة والمحتشمة والساترة دون إفراط أو تفريط.
وتختلف أشكال التنورة تبعاً للموضة وتبعاً للتقاليد والعقائد، وترتدي النساء المتدينات (المسلمات والنصرانيات واليهوديات ) التنورة الطويلة والعريضة التي تغطي كامل الساق، وتكون في الغالب عريضة وذات قماش لا يشفّ بمعنى لا يصف جسم المرأة.
ليست جميع التنانير تلبس من قبل المرأة، ففي بعض المجتمعات ترتدى من قبل الرجال. مثل الإزار في المجتمع الإسلامي، والزي القلطي التقليدي للرجال في دولة إسكتلندا.

## التاريخ
تم ارتداء التنانير منذ عصور ما قبل التاريخ. وكانت أبسط طريقة لتغطية الجزء السفلي من الجسم. حيث لم تكن السراويل في متناول اليد لفترة طويلة جداً. تم اكتشاف تنورة منسوجة من القش تعود إلى 3.900 قبل الميلاد في أرمينيا في المجمع الكهفي. كانت التنانير هي الزي الرسمي للرجال والنساء في جميع الثقافات القديمة في الشرق الأدنى ومصر. كان السومريون في بلاد ما بين النهرين يرتدون الكوناكس، وكان هذا الزي للرجال عبارة عن تنورة من الفراء مرتبطة بحزام. كانت الملابس المصرية القديمة مصنوعة أساساً من الكتان. أما بالنسبة للكلاس العلوي، فقد كانت منسوجة بشكل جميل ومطوي بشكل معقد. حوالي عام 2.130 قبل الميلاد في المملكة القديمة في مصر، كان الرجال يرتدون التنانير المربعة (إزار) المعروفة باسم شنديت، وقد صنعت من قطعة مستطيلة من القماش ملفوفة حول الجزء السفلي من الجسم ومربوطة من الأمام.

### القرن 20 و 21
انعكست أزياء المرأة في الخمسينيات على مزيج معقد من المحافظة والفتنة فضلاً عن الأنوثة المغرية، أصبحت النساء اللاتي عشن الحرمان من الكساد العظيم والحرب العالمية الثانية قادرات الآن على تحمل أساليب جديدة  تبنتها من خلال الأناقة الرائعة التي تجتاح التنانير القصيرة والضيقة.
قدم كريستيان ديور مظهراً جديداً في 1947 ذو خصر ضيق وتنورة مرتفعة إلى منطقة الصدر، ولقد قام بإعادة الأناقة التي كانت في منتصف القرن التاسع عشر وجعلها أسلوباً لعقد قادم. تم إعادة جلب الأطواق والقرينول (قماش قطني) من عام 1850 مرة أخرى. في بعض الأحيان ظهرت التنانير بحاشية من الأسفل. كما ظهرت مقلمة بألوان جميلة.
بدت الملابس المصممة أكثر أنوثة بخصور ضيقه وبارزة للوركين، وعلى الرغم من ذلك، قدمت كوكو تشانيل التنانير بشكل أكثر راحة كما لو كانت على شكل صندوق أو علبه تقريباً، تتكون مع قميص طويل ذو خصر ممشوق، كما بقت التنورة الضيقة أكثر رواجاً.

## تأصيل الكلمة
جاءت كلمة التنورة معربة من الفارسية تَنُورَه من الاكادية تنورو إذ فسرت بنوع من أسلحة الزرد، كما تسمى الدرع الواسعة في السريانية ܛܢܘܪܐ. ويقربهما بالإغريقية τανυρρίνος أي اللابس جلداً طويلاً.

## معرض صور

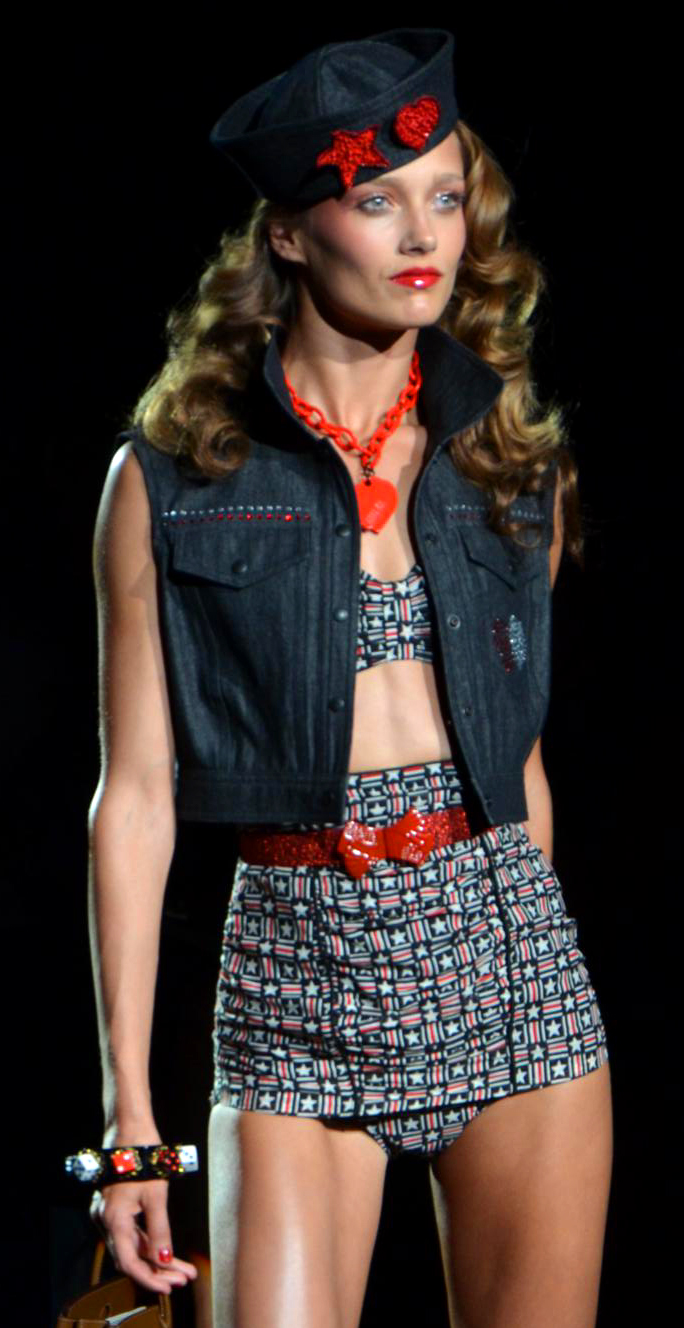
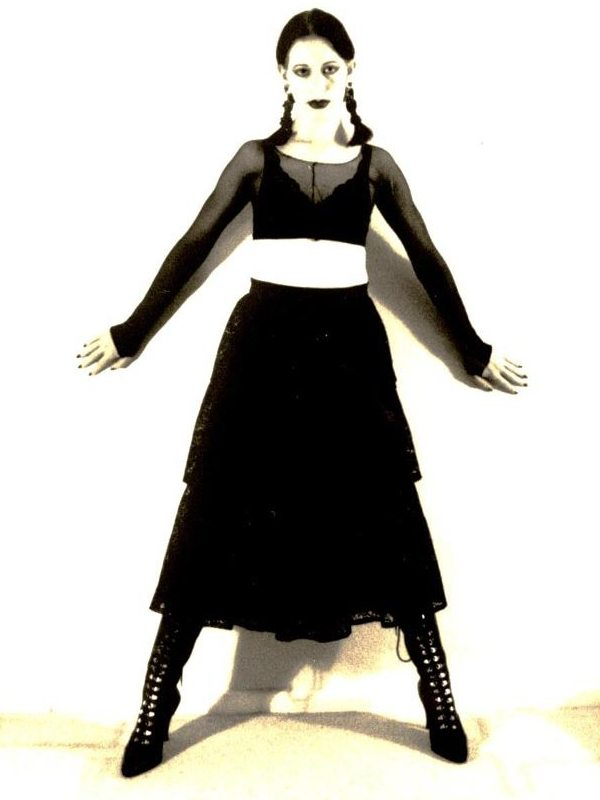
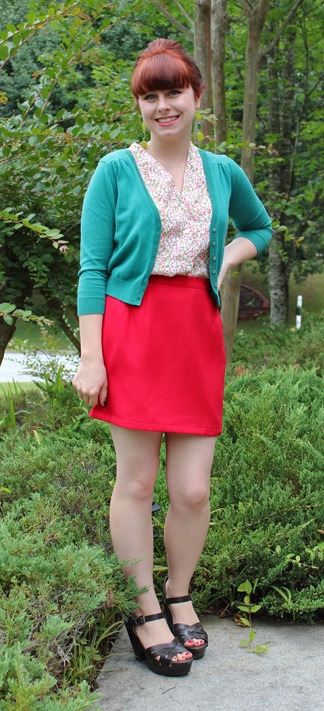
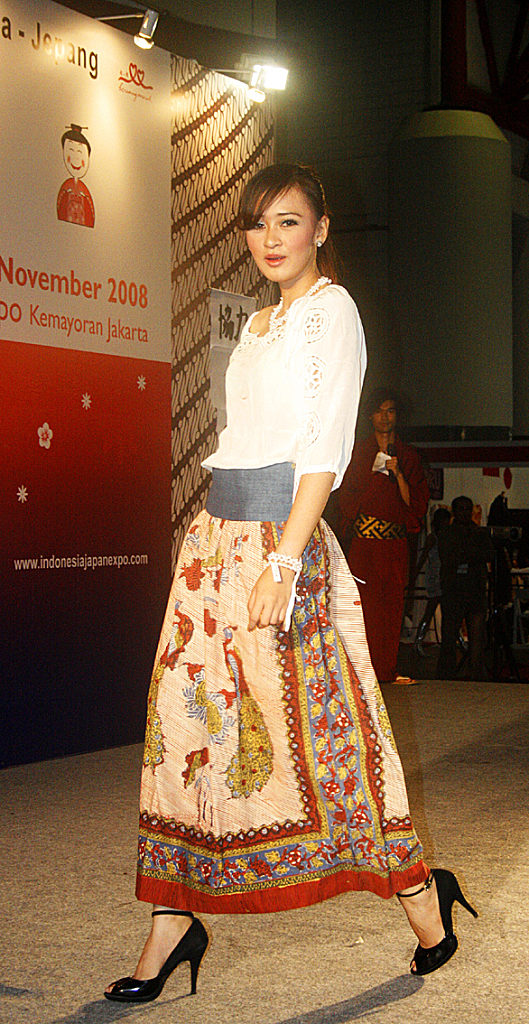
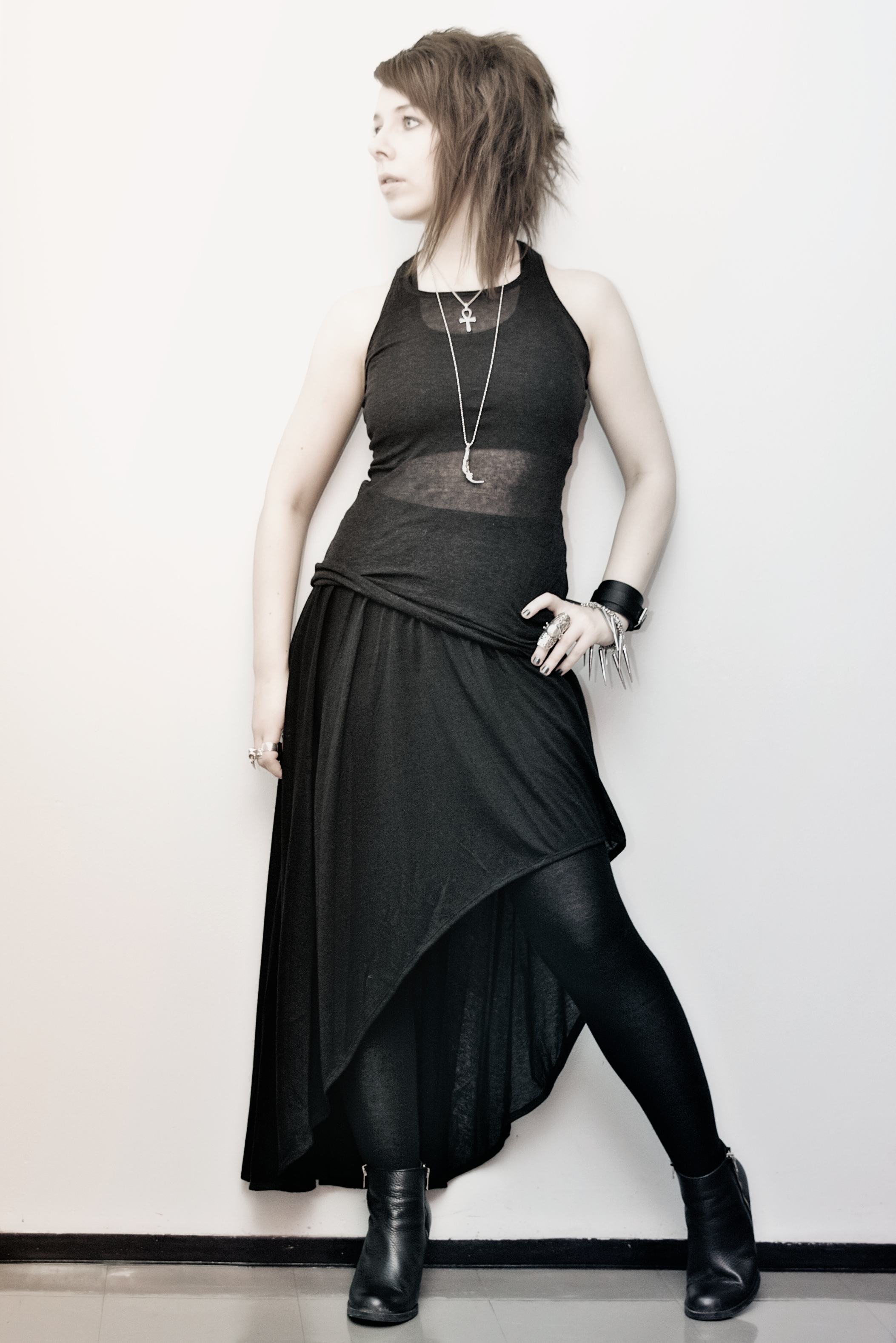

## طالع المزيد
- مقاسات الملابس
- فستان
- فستان درندل